# عوينة الهنا
عوينة الهنا هي جماعة قروية في إقليم أسا الزاك بجهة كلميم واد نون جنوب المغرب، وهي تضم 2391 نسمة، حسب الإحصاء العام للسكان والسكنى لسنة 2014.

## تاريخ
نشأت عوينة التركز بموجب التقسيم الجماعي الناتج عن إنشاء إقليم أسا الزاك، وقد استقلت منذ سنة 1992 عن جماعة أسا، وتم تغيير اسمها إلى الاسم الجديد عوينة الهنا. وقد كانت لها شُهرة كبيرة في ميدان الأبحاث العلمية، وبالضبط خلال فترة الإستعمار الفرنسي للمغرب، حيث بُني بها في سنة 1935 مركز الأبحاث للمناطق الصحراوية.

## الدواوير
- دوار أم العويتقات
- دوار أبو رسيس

## التعليم
قائمة المؤسسات التعليمية في جماعة عوينة لهنا:
- مجموعة مدارس عوينة تركز (المركزية: عوينة الهنا / الوحدات: أم العويتقات)
- الثانوية التأهيلية عوينة الهنا